# Christina von Brühl

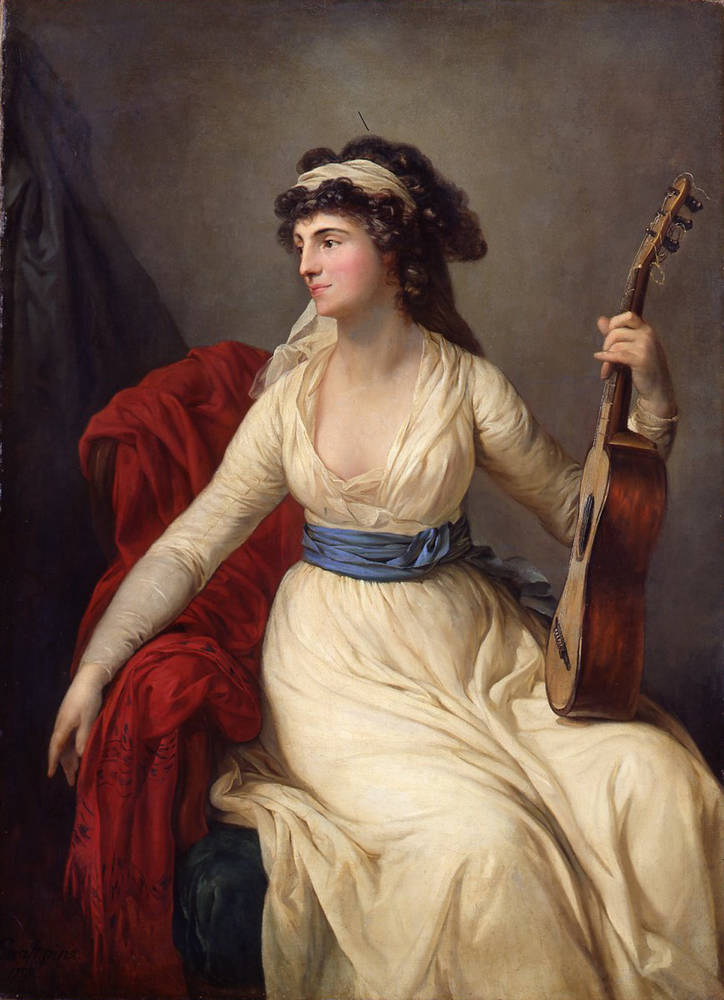
Christina Gräfin von Brühl, Ölgemälde von Anton Graff

Johanne Margarethe Christina Gräfin von Brühl, auch Jeanne Marguerite Christine Gräfin von Brühl, geb. von Schleyerweber und Friedenau, genannt Tina (* 1. Januar 1756 in Maubeuge; † 3. Juli 1816 in Berlin), war eine der wenigen Landschaftsarchitektinnen des 18. Jahrhunderts. Sie konzipierte den Landschaftspark Seifersdorfer Tal nördlich von Dresden bei Seifersdorf, einen der ersten deutschen Landschaftsgärten nach dem Vorbild Englischer Landschaftsparks. Zeitgleich legte sie auf ihrem Rittergut in Seifersdorf einen Park mit einem Denkmal für Johann Wolfgang von Goethe, den Preußenkönig und Frau von der Recke an. Sie pflegte intensive Kontakte zum Weimarer Hof und bekannten klassischen Literaten. Außerdem betätigte sie sich als Schriftstellerin.

## Leben

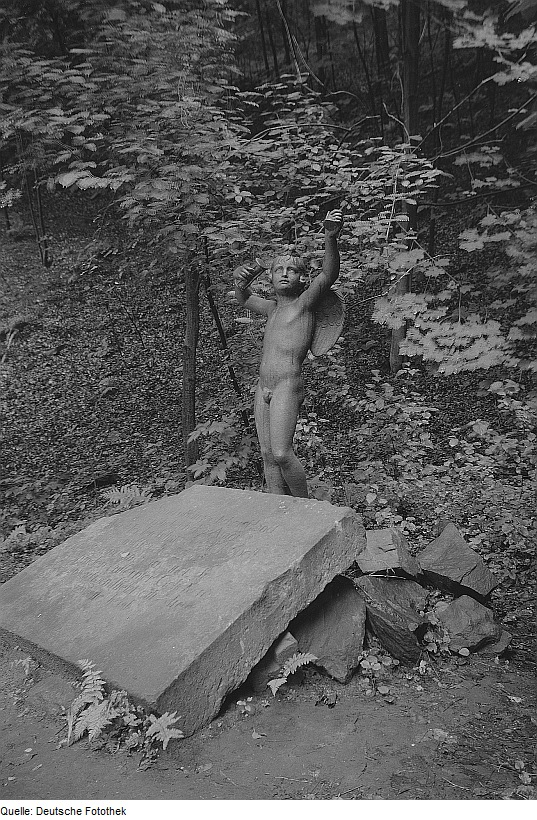
Amor im Seifersdorfer Tal, 1962

Christina von Brühl wurde 1756 in Maubeuge in Nordfrankreich geboren. Ihr Vater war Paul Ernst Schleyerweber (oder Schleierweber; † 1775), der als Premierleutnant in der elsässischen Armee diente. Christina erhielt eine sehr gute Bildung, unter anderem am Hof der Fürstin Eleonore Christiane zu Stolberg-Gedern, geborene Gräfin Reuß zu Lobenstein (1736–1782). Ihre Kenntnis der Literatur der Empfindsamkeit ging weit über das damals übliche Maß hinaus, sie beschäftigte sich außerdem mit religiösen Fragen. Paul Schleyerweber wurde 1775 als von Schleyerweber und Friedenau nobilitiert.
Ihren Ehemann Hanns Moritz von Brühl (1746–1811) lernte sie kennen, nachdem er 1766 in die französische Armee eingetreten war. Zuvor war er Oberstleutnant in der sächsischen Armee gewesen. Ihr Schwiegervater war Heinrich von Brühl, Finanzminister und Premierminister unter August dem Starken, nach dem die Brühlsche Terrasse in Dresden benannt ist. Christina heiratete 1771 im Alter von 15 Jahren den 25-jährigen Grafen von Brühl. Das Paar lebte ab 1775 im Herrenhaus ihres zum Schloss Seifersdorf gehörenden Ritterguts. Im Jahr 1772 gebar Christina von Brühl ihr einziges Kind Carl von Brühl. Er wurde königlich-preußischer Wirklicher Geheimer Rat und Generalintendant des Schauspiels und später der Museen in Berlin. Da die Einkünfte aus dem Rittergut für ein standesgemäßes Leben der Familie nicht ausreichten, war Hanns Moritz von Brühl von 1791 bis zu seinem Tod 1811 als Generalinspekteur der Chausseen in Preußen und Pommern tätig.
Christina von Brühl führte während der Abwesenheit ihres Ehemanns das Rittergut. Parallel dazu konzipierte sie den Landschaftspark Seifersdorfer Tal. Sie sang, spielte Laute und Theater, organisierte Theater- und Musikveranstaltungen und war schriftstellerisch tätig. Christina von Brühl pflegte über eine umfangreiche Briefkorrespondenz Freundschaften und Bekanntschaften mit zahlreichen Künstlern und Denkern ihrer Zeit. Das Wohnhaus der Familie, das Verwalterhaus des Seifersdorfer Ritterguts, wurde zwischen 1771 und 1790 von der bürgerlichen Elite sowie von Künstlern aus Dresden, Weimar und Berlin frequentiert, darunter Christoph Martin Wieland, Christian Gottfried Körner, Jean Paul, Caspar David Friedrich, Elisa von der Recke, Friedrich Schiller, Johann Gottfried Herder und Friedrich Gottlieb Klopstock. Auch die Maler Josef Friedrich August Darbes, Janus Genelli und Bonaventura Genelli und Friedrich Adams waren zu Gast, genauso wie Gottfried Schadow. In den 1790er Jahren porträtierte Anton Graff Christina, Hanns Moritz und ihren Sohn Carl. Alle drei Gemälde befinden sich heute in den Staatlichen Kunstsammlungen Dresden, ebenso Porträts von Josef Friedrich August Darbes.
Dem Ehepaar von Brühl standen der Weimarer und der Karlsbader Kreis um Johann Wolfgang von Goethe besonders nahe. Ein Gegenbesuch der Familie von Brühl am Weimarer Hof fand zum Beispiel 1785 statt.
Johann Wolfgang von Goethe unterrichtete ihren an Musik, Malerei und Naturwissenschaften interessierten Sohn Carl von Brühl in Mineralogie. Auch Johann Gottfried Herder und Christoph Martin Wieland zählten zu seinen Lehrern.
Christina von Brühl verbrachte ihre letzten Lebensjahre in Berlin, wo sie 60-jährig im Jahr 1816 starb.
Beigesetzt wurde Christina von Brühl in der Gruft der Seifersdorfer Kirche neben ihrem Mann Hanns Moritz von Brühl.

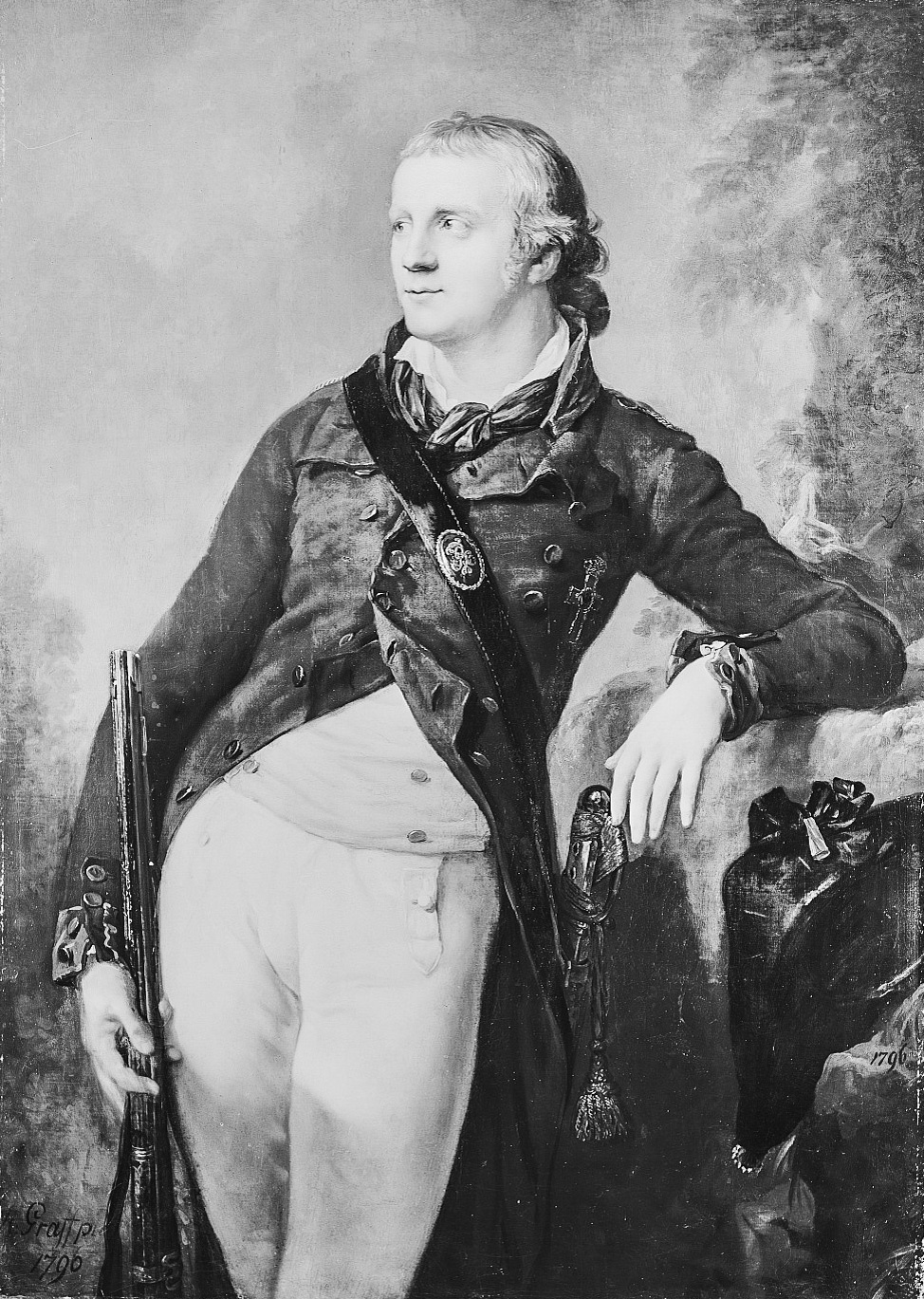
Christina von Brühls Sohn Carl Graf von Brühl; Gemälde von Anton Graff, 1796.

## Werk
Ihr Hauptwerk, den Landschaftspark Seifersdorfer Tal, gestaltete Christina von Brühl ab 1781 und ließ sich dabei von der romantisch-sentimentalen Spätphase des Englischen Gartens inspirieren. Christina von Brühls Austausch mit Goethe, der federführend am Park an der Ilm mitwirkte, beförderte vermutlich ihre Arbeit an der Konzeption für das Seifersdorfer Tal als „pädagogische Landschaft“. Vorlage war die Literatur der Empfindsamkeit. Die Begriffe der „Natur“ und des „Gefühls“ als Kraft, die zu sittlichem Handeln führen sollte, spielten eine grundlegende Rolle in dieser Konzeption. Hinter den Staffagen und Parkarchitekturen steckt ein Netz an Zitaten zeitgenössischer literarischer Werke sowie allegorischer Verweise auf Geisteshaltungen und Wertvorstellungen. Letztere waren zum Beispiel Tugend, Ruhe, Vergänglichkeit, Versöhnlichkeit, Wahrheit, „gotische Freundschaft“ und Vergessen der Sorgen. Weiterhin finden sich Verweise auf damalige Bestseller wie Yoricks empfindsame Reise durch Frankreich und Italien (1768) von Laurence Sterne, das Versepos Oberon (1780) von Christoph Martin Wieland, die drei Barditen (religiös-patriotische Weihegesänge) Hermanns Schlacht (1769), Hermann und die Fürsten (1784) und schließlich Hermanns Tod (1787) von Friedrich Gottlieb Klopstock sowie den Gedichtzyklus Canzoniere von Francesco Petrarca.
Indirekt stilbildend für die Landschaftsgärten dieser Zeit war auch Jean-Jacques Rousseaus Werk Julie oder Die neue Heloise (1761); es wird hier aber nicht direkt zitiert. Ein Teil der Staffagen würdigt Zeitgenossen wie Herzogin Anna Amalia, Johann Gottfried Herder, den Komponisten und Dresdner Hofkapellmeister Johann Gottlieb Naumann und Leopold von Braunschweig. Der Großteil ist jedoch Familienmitgliedern der Brühls gewidmet. Sie transportieren das Selbstbild der Familie, vermitteln ihre Beziehungen untereinander und dienen der Rehabilitation des Vaters und Schwiegervaters, des ehemaligen Premierministers Heinrich von Brühl.
Materiell umgesetzt wurden diese Ideen durch kleine Tempel, Altäre, Hütten, Ruheplätze, Pavillons, Grotten und Häuser. Diese boten in ihrer Gesamtheit – eingebunden in den Naturraum Seifersdorfer Tal – nicht nur ein zu durchwanderndes Landschaftsbild, sondern auch eine Bühne bzw. einen Aktionsraum für musikalische Darbietungen und Theateraufführungen. Der für adelige Verhältnisse relativ prekären finanziellen Situation der Familie ist sicherlich die Tatsache geschuldet, dass viele der Staffagen aus vergänglichen Materialien wie Holz, Rinde oder Stroh gefertigt wurden. Daher ist nur ein Teil der Parkarchitekturen erhalten.
Die Reaktionen der Zeitgenossen auf dieses Werk der Landschaftsarchitektur reichten von überwältigter Zustimmung bis zu Ablehnung. Die zeitgenössische Bewertung war von zwei Diskursen bestimmt. Im männlich dominierten Diskurs über die Gartenkunst musste sich Christina von Brühl Kritik für ihre Inkonsequenz in der Anwendung von damals geltenden Stilprinzipien gefallen lassen. Als ehemals bürgerliche Neunobilitierte und als Frau versuchte sie, in der männlich dominierten Bildungselite wie auch in der adligen Gesellschaft Anerkennung zu finden. Diese Position polarisierte die Rezeption ihres Werks und ihrer Person unter ihren Zeitgenossen.
Christina von Brühl veröffentlichte 1816 das Werk Philosophie des Catholicismus des Fürsten Charles Joseph de Ligne.

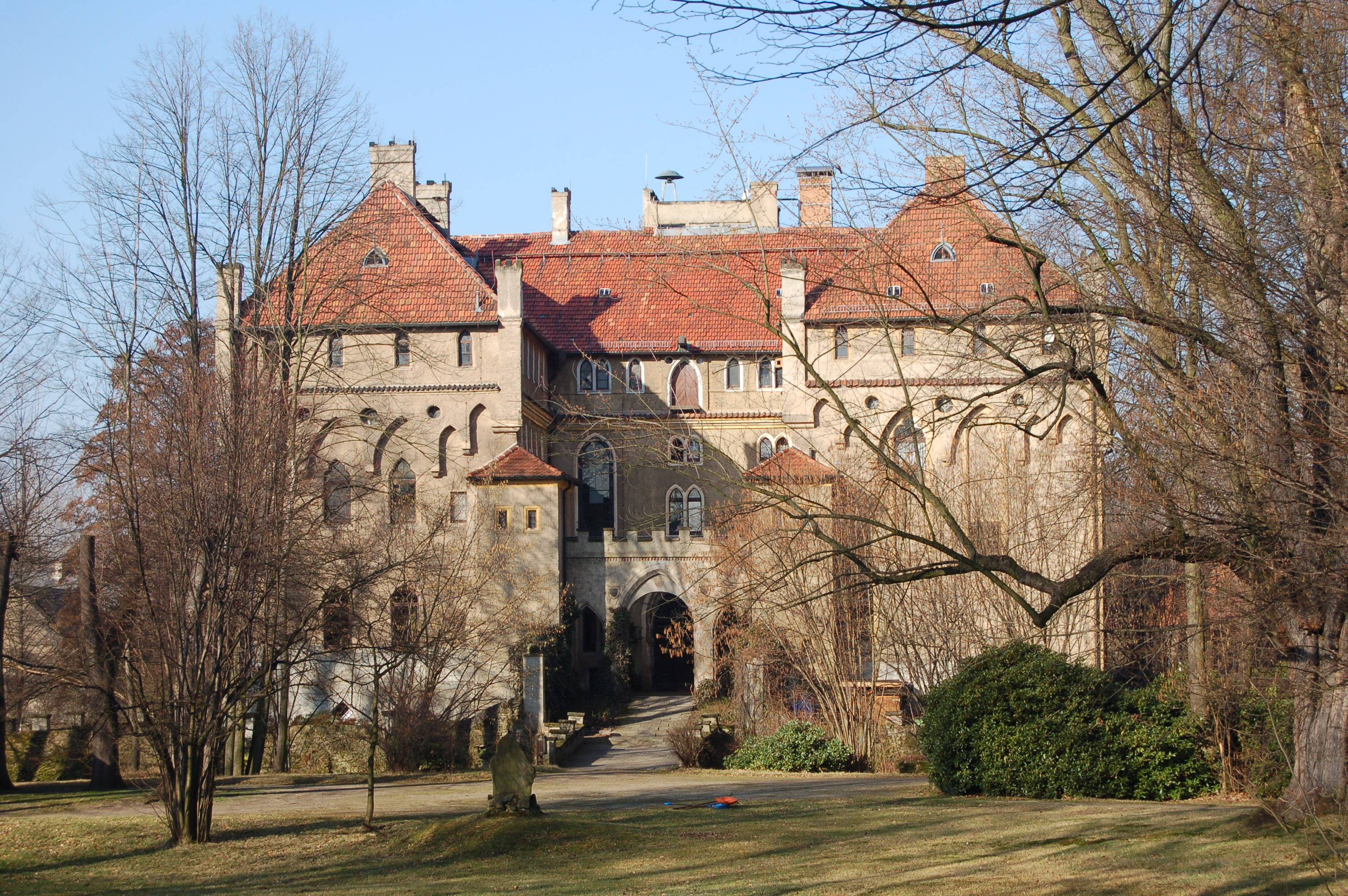
Seifersdorfer Schloss, Rückseite zum Garten hin

## Zitat
Goethe schrieb am 12. August 1785 in Karlsbad ein Gedicht an Christina „Tina“ von Brühl:
Abschied und Wiedersehen.

Carlsbad den 12. Aug. 1785.

Auf den Auen wandeln wir

Und bleiben glücklich ohne Gedanken,

Am Hügel schwebt des Abschieds Laut,

Es bringt der West den Fluß hinab

Ein leises Lebewohl.

Und der Schmerz ergreift die Brust,

Und der Geist schwankt hin und her,

Und sinkt und steigt und sinkt.

Von weiten winkt die Wiederkehr

Und sagt der Seele Freude zu.

Ist es so? Ja! Zweifle nicht.